# نینجا گایدن ۲
نینجا گایدن ۲ (به انگلیسی: Ninja Gaiden II) یک بازی ویدئویی به سبک اکشن ماجراجویی و هک اند اسلش است که توسط استودیوی تیم نینجا توسعه یافته و به‌وسیلهٔ مایکروسافت گیم استودیوز در ژوئن ۲۰۰۸ به‌طور انحصاری برای کنسول ایکس‌باکس ۳۶۰ منتشر شده‌است. این دومین قسمت در سری بازی‌های نینجا گایدن و ادامهٔ نینجا گایدن ۱ در سال ۲۰۰۴ است. در این نسخه نیز بازیکن کنترال شخصیت ریو هایابوسا را بر عهده دارد که مأموریتش انتقام قبیله خود و جلوگیری از نابودی نسل انسان‌ها است. یک نسخه بروز شده از بازی با نام نینجا گایدن سیگما ۲ در سال ۲۰۰۹ توسط کویی تکمو، به‌طور انحصاری برای کنسول پلی‌استیشن ۳ عرضه شده‌است.